# Resolución 755 del Consejo de Seguridad de las Naciones Unidas
La resolución 755 del Consejo de Seguridad de las Naciones Unidas fue aprobada sin someterse a votación, el 20 de mayo de 1992, tras haber examinado la petición de Bosnia y Herzegovina para poder ser miembro de las Naciones Unidas. En esta resolución, el Consejo recomendó a la Asamblea General la aceptación de Bosnia y Herzegovina como miembro.